# Kartofler (dokumentarfilm)
 For alternative betydninger, se Kartofler (flertydig). (Se også artikler, som begynder med Kartofler)
Kartofler er en dansk dokumentarfilm fra 1944, der er instrueret af Ole Palsbo efter manuskript af ham selv, Holger Land-Jensen og Lauritz Rasmussen.

## Handling
En skildring af kartoffelavlens forskellige faser, hvor det overordnede mål er at højne kvaliteten og størrelsen af udbyttet.